# حقوق الإنسان في اليونان
تحترم منظمات مختلفة حقوق الإنسان في اليونان. البلد من الدول الموقعة على الاتفاقية الأوروبية لحقوق الإنسان واتفاقية جنيف المتعلقة بوضع اللاجئين واتفاقية الأمم المتحدة لمناهضة التعذيب. يضمن الدستور اليوناني أيضًا حقوق الإنسان الأساسية لجميع المواطنين اليونانيين.

## القضايا الحالية

### وحشية الشرطة
وردت أنباء عن الاستخدام المفرط للقوة والتعذيب وغيره من ضروب المعاملة السيئة على أيدي ضباط الشرطة وغيرهم من مسؤولي إنفاذ القانون. ازدادت الأنباء عن مثل هذه الإجراءات ضد الأشخاص أثناء الاعتقال والسجن في نهاية عام 2019، بما في ذلك ضد الصحفيين والطلاب المتظاهرين ضد إلغاء قانون يمنع الضباط من دخول حرم الجامعات. تم توثيق عمليات التفتيش التعسفي بالتعرية في مجموعة متنوعة من الحالات كجزء من سوء المعاملة. كانت هناك شكوك كبيرة في أن هذه الأحداث المتكررة لم تكن نادرة ولم تكن محصنة ضد الجو السائد للإفلات من العقاب على مثل هذا السلوك.

### الاستنكاف الضميري
في عام 2020، أفادت منظمة العفو الدولية عن استمرار «الانتهاكات الجسيمة» لحقوق المستنكفين ضميريًا، مما أدى إلى اعتقال ومحاكمات وغرامات ومحاكمات في محاكم عسكرية وعقوبات متكررة وأحكام بالسجن مع وقف التنفيذ. كما أن خدمة الاستبدال أطول بكثير من الخدمة العسكرية، وبالتالي فهي تعتبر بمثابة عقوبة لسجناء الرأي.

### المهاجرين وطالبي اللجوء
في أكتوبر 2020، نُشر تقرير لصحيفة بي بي سي البريطانية أنَّ «اللاجئون السوريون يُعانون في مخيمات اليونان نتيجة لسياسة الحكومة اليونانية تجاههم»، حيث تتبلور أشكال المعاناة وسط مخاوف من كوفيد-19 والتحرش بالنساء بالإضافة إلى نقص مقومات الحياة الأساسية.
في 3 فبراير 2022، أصدر المرصد الأورومتوسطي لحقوق الإنسان تقرير يكشف فيه عمليات الصد غير القانونية على المهاجرين وطالبي اللجوء على الحدود اليونانية، وأشار أنّ «المهاجرون يواجهون الجوع والجفاف والبرد نتيجة لصدهم من قبل الحكومة اليونانية في ظروف الشتاء القاسية على الحدود ونتج عنها وفاة عدد منهم دون اهتمام».

## منظمة العفو الدولية
وفقًا لتقرير منظمة العفو الدولية لعام 2007 حول اليونان، هناك مشاكل في المجالات التالية:
- معاملة الشرطة اليونانية للمهاجرين واللاجئين.
- معاملة المستنكفين ضميريًا عن الخدمة العسكرية.
- عدم توفير الحماية اللازمة للنساء ضحايا العنف المنزلي أو الاتجار والإكراه على الدعارة.
- كما يسلط التقرير الضوء على القضايا التي تنطوي على اعتقالات تعسفية في سياق "الحرب على الإرهاب" وإدانة اليونان من قبل المحكمة الأوروبية لحقوق الإنسان بانتهاك المادة 9 من الاتفاقية الأوروبية لحقوق الإنسان من خلال إدانة مفتي غير رسمي لـ "اغتصاب وظيفة" وزير "دين معروف"".[7]

## وزارة الخارجية الأمريكية
حدد تقرير وزارة الخارجية الأمريكية لعام 2007 حول حقوق الإنسان في اليونان القضايا التالية:
- حالات الإساءة من قبل قوات الأمن، لا سيما المهاجرين غير الشرعيين والغجر
- الاكتظاظ والظروف القاسية في بعض السجون.
- احتجاز المهاجرين غير الشرعيين في ظروف مزرية.
- القيود والعقبات الإدارية التي يواجهها أتباع الديانات غير الأرثوذكسية.
- احتجاز وترحيل المهاجرين القصر غير المصحوبين أو المنفصلين عن ذويهم، بمن فيهم طالبو اللجوء.
- القيود المفروضة على قدرة الأقليات العرقية على التعريف الذاتي، والتمييز ضد الأقليات العرقية والاستبعاد الاجتماعي، ولا سيما الغجر.

## التصنيفات الدولية
- مؤشر الديمقراطية، 2020: 39 من 167.
- مؤشر حرية الصحافة في جميع أنحاء العالم، 2020: 65 من 180.[8]
- مؤشر الخصوصية العالمي، 2006: 1 من 26.
- مؤشر جودة الحياة على مستوى العالم، 2005:[9] 22 من أصل 111.

## روابط خارجية
- NCHR - اللجنة الوطنية لحقوق الإنسان
- هيومن رايتس ووتش - اليونان
- إنكار الهوية العرقية - المقدونيون اليونانيون : تقرير هيومن رايتس ووتش عن أوضاع المقدونيين العرقيين في اليونان
- الرقابة في اليونان - IFEX
- لجنة الأمم المتحدة لمناهضة التعذيب
- المجلس الأوروبي للاجئين والمنفيين
- تقرير منظمة العفو الدولية لعام 2007
- وزارة الخارجية الأمريكية: تقارير الدول حول ممارسات حقوق الإنسان - 2007: اليونان
- بيت الحرية